# کنینگتون، کنت
کنینگتون (به انگلیسی: Kennington) یک روستا در بریتانیا است که در کنت (انگلستان) واقع شده‌است. کنینگتون ۲٬۴۰۰ نفر جمعیت دارد.